# Bursatilización de Activos
La Bursatilización o emisión de títulos respaldados por Activos ha sido utilizada por intermediarios financieros, empresas y organismos gubernamentales a lo largo de varias décadas para resolver necesidades de financiamiento a mediano y largo plazo. Los primeros títulos respaldados por Activos datan de la década de los setenta en Estados Unidos y fueron diseñados inicialmente para apoyar el desarrollo hipotecario en este país. Frank F. Fabozzi (2003), uno de los principales teóricos del tema, define el término Bursatilización de Activos como "...forma de financiamiento en donde ciertos activos monetarios con flujos de efectivo predecibles son agrupados y vendidos a un tercero que ha sido creado especialmente para este propósito y que, a su vez, ha contraído deuda para financiar dicha compra… La contratación de dicha deuda se realiza mediante la emisión y venta de títulos respaldados por activos..."
En la actualidad, éste ya no es un esquema privativo a hipotecas residenciales o comerciales: su utilización ha probado su eficacia y versatilidad como fuente alterna de financiamiento a empresas, intermediarios financieros y gobiernos de diferentes países al extenderse a diversos campos. Teóricamente, cualquier Activo que sea capaz de generar flujos constantes, altamente predecibles y comprobados históricamente puede ser bursatilizado. De esta manera, Activos como cuentas por cobrar o derechos de cobro (incluyendo las generadas por el uso de tarjetas de crédito, créditos para auto y para la educación, así como servicios telefónicos), renta de inmuebles, regalías futuras, peaje en puentes y carreteras de cuota e impuestos por cobrar, entre otros, han sido bursatilizados exitosamente. Para bursatilizar un Activo, por otra parte, es importante que se prevea un ambiente económico favorable y se cuente con una operación y administración eficiente.

## Proceso de Bursatilización de Activos
Dentro de un proceso de Bursatilización de Activos se pueden distinguir los siguientes participantes: la entidad propietaria del Activo que es capaz de generar flujos de efectivo en el futuro, comúnmente llamada "Promotor" o "Generador"; la entidad a quien se transfiere el derecho a recibir los flujos provenientes del Activo en cuestión y que previamente se ha constituido legalmente para este propósito, denominada "Vehículo de Propósito Específico" o VPE (En México se ha utilizado para estos efectos la forma legal del Fideicomiso); los instrumentos de deuda emitidos por el VPE que van a ser colocados en el Mercado de valores y que son conocidos como "Títulos respaldados por Activos" (En México se han utilizado los Certificados de Participación Ordinaria y los Certificados Bursátiles) y, por último, el público inversionista quien, a través de la adquisición de dichos títulos adquiere el derecho a recibir pagos futuros de capital e intereses en términos previamente pactados.
El siguiente esquema muestra la relación existente entre los diferentes participantes. 
|  |

En una operación de Bursatilización el Promotor "vende" el derecho a recibir los flujos de efectivo que generará en el futuro el Activo en cuestión al VPE quien, a su vez, emite y coloca los Títulos respaldados por Activos entre el público inversionista a través de la Bolsa de valores. Los fondos recaudados se remiten al Promotor como contraprestación a la cesión de derechos.

## Ventajas de bursatilizar Activos
La Bursatilización de Activos es sólo una de tantas alternativas de que disponen las empresas y organismos gubernamentales para allegarse recursos a mediano y largo plazo. A continuación se mencionan algunas de las ventajas que se pueden obtener a partir de la utilización de este esquema de financiamiento:
Un elemento fundamental en toda operación de Bursatilización de Activos es la "separación" o "segregación" legal del Activo al ser transferida su propiedad al VPE. Lo anterior tiene dos efectos importantes: que los flujos del Activo que ha sido bursatilizado se destinen, en primera instancia y casi exclusivamente, al servicio de la deuda que ha sido garantizada por los mismos durante el término del contrato y, por otra parte, que dicho Activo y sus flujos queden fuera del alcance del resto de los acreedores del Promotor. Esto último es especialmente importante en el caso en que el Promotor cayera eventualmente en un proceso de quiebra o intervención.
Cuando se emiten títulos respaldados por Activos a través de un esquema de Bursatilización el servicio de la deuda, a diferencia de lo que sucede en una emisión tradicional de bonos, se deriva exclusivamente de los flujos generados por el Activo bursatilizado y no del total de los Activos de la empresa. No es raro que dichos títulos obtengan una mejor calificación por parte de las agencias calificadoras que la que se obtendría directamente por la empresa Promotora cuyos resultados pudieran ser afectados por Activos de menor calidad.
Citando a algunos autores clásicos del tema como Rosenthal y Ocampo (1988) la Bursatilización de Activos es "más eficiente porque maneja mejor el riesgo". La separación del Activo de los riesgos asociados con el resto de la empresa y el monitoreo continuo por parte de las agencias calificadoras permite que las operaciones se vuelvan más transparentes tanto para emisores como para los inversionistas y reduzcan, por ende, los costos de financiamiento."
Roever y Fabozzi (2003) concuerdan con Rosenthal y Ocampo al afirmar que la Bursatilización de Activos puede disminuir los costos de financiamiento para las empresas y describen, además, algunas otras ventajas de utilizar este esquema las cuales incluyen el constituir una fuente de financiamiento confiable y relativamente ilimitada que puede mitigar las limitaciones del fondeo tradicional y promover el crecimiento de las empresas; que su utilización no se limite a los grandes corporativos extendiéndose a empresas que no cuentan con grado de inversión o cuyo acceso a la Bolsa de valores sea limitado y, la más importante: que en la medida en que las legislaciones locales lo permitan, las operaciones de Bursatilización transfieren los activos y pasivos fuera del Balance general y disminuyen el grado de apalancamiento financiero de la empresa promotora. El financiamiento fuera de Balance puede mejorar el rendimiento a la inversión y otras razones financieras clave.
Claire Hill (1996), por su parte, apoya la idea de que la Bursatilización de Activos pueda reducir los costos de financiamiento al permitir que "...una empresa de baja calidad crediticia emita títulos de alta calidad y que los flujos futuros, que de otra manera sería realizados a grandes descuentos, se transformen en instrumentos que puedan ser vendidos a mejores precios en el mercado de capitales...". Considera, sin embargo, que la principal ventaja de la Bursatilización reside en la reducción de costos de información al afirmar que "... ofrece una manera económica y creíble de que la información sea producida y puesta al alcance de los inversionistas." Otra de las ventajas de utilizar el esquema, según dicha autora, es la posibilidad de diversificar las fuentes de financiamiento al afirmar que "...proporciona a la empresa una nueva manera de acceder a los mercados de capitales..." El poder acceder a estos mercados, que de otra manera podrían serle inhóspitos, es particularmente valioso para una empresa pequeña o con condiciones financieras deficientes.
En relación con el tema de diversificación de las fuentes de financiamiento, David Pulido (2004) agrega que "...el originador puede atraer inversionistas dispuestos a aportar recursos a menores tasas por títulos mejor calificados y que se encuentran respaldados por un activo de calidad, mismo que ha sido segregado del Balance, aún aquellos inversionistas que en otras circunstancias no estarían dispuestos a arriesgar sus recursos en esta empresa..."
Thomas Gordon (2000), por su parte, considera que la ventaja más importante de este esquema de financiamiento es la posibilidad de aislar el Activo bursatilizado por medio de su "venta verdadera" a un VPE y reducir sustancialmente el riesgo de que el Activo en cuestión sea reclamado por otros acreedores en caso de que el Promotor se declarase en quiebra. Este autor es contundente al afirmar que "...así como hay muchas razones para bursatilizar, la posibilidad de eliminar el riesgo de quiebra para el acreedor es una de las más importantes... Un inversionista estaría dispuesto a pagar un precio mayor por este privilegio. En otras palabras, la Bursatilización de Activos permite a las compañías levantar fondos a un menor costo que a través de deuda aún que esta última sea garantizada."
Harry Lockwood (1996), autor de uno de los estudios empíricos más citados, va más allá y sugiere que, con base en las ventajas que es posible derivar de la Bursatilización de Activos, este esquema debe "...producir efectos positivos en la riqueza de los accionistas de la empresa emisora." Entre dichas ventajas menciona la posibilidad de convertir un Activo no líquido en recursos disponible para la empresa y, con esto, la posibilidad de prepagar deuda más onerosa.
Desde el punto de vista de los inversionistas, la Bursatilización de Activos les permite acceder a instrumentos de inversión de buena calidad con un nivel de riesgo, rendimiento y plazo adecuado a sus necesidades. Al reducirse los costos de información y análisis de los riesgos del instrumento, este esquema permite al inversionista ampliar su gama de activos, llegando a canalizar recursos a empresa o entidades en las que normalmente no invertiría.
Todo lo anterior explica el rápido y exponencial crecimiento que ha tenido la utilización de este esquema de financiamiento en el mundo, incluyendo varios países latinoamericanos como Argentina, Chile, Brasil y México.